# Sự hủy diệt

Sơ đồ Feynman cho thấy sự hủy cặp electron-positron thành 2 photon khi ở mức tới hạn. Trạng thái tới hạn này thường được hay gọi là positronium.

Trong vật lí hạt, sự hủy diệt là quá trình xảy ra khi một hạt hạ nguyên tử va chạm với phản hạt tương ứng của nó, thí dụ một electron va chạm với một positron. Vì năng lượng và động lượng phải được bảo toàn, nên cặp hạt này chuyển thành các hạt mới. Tuy nhiên, chúng không bị mất đi. Các phản hạt có lượng tử số trái dấu hoàn toàn với các hạt, nên tổng lượng tử số của cặp hạt gốc này bằng 0. Chính vì thế, bất cứ sự thiết lập của các hạt có thế được sinh ra mà tổng lượng tử số cũng bằng 0 miễn là sự bảo toàn năng lượng và động lượng được tuân theo. Khi một hạt và phản hạt của nó va chạm nhau, năng lượng của chúng được chuyển đổi thành một hạt mang lực, gluon chẳng hạn, một hạt mang lực loại W/Z, hay một photon. Các hạt này sau đó biến đổi thành các hạt khác.
Trong sự hủy cặp năng lượng thấp, thì thường sinh ra photon, vì chúng không có khối lượng. Tuy nhiên, sự va chạm hạt năng lượng cao tạo nên sự hủy khi một lượng lớn các hạt lạ nặng được tạo ra.
Đây là 1 ví dụ của sự tái tạo trong thuyết trường lượng tử - thuyết trường quan trọng do số lượng hạt thay đổi từ một thành hai và ngược lại.

## Ví dụ về sự hủy vật chất-phản vật chất

### Sự hủy diệt cặp electron-positron
e− + e+ → γ + γ
Khi một electron năng lượng thấp hủy một positron (phản electron) năng lượng thấp, chúng chỉ có thể sản ra 1 hoặc 2 photon tia gamma, vì electron và positron không mang đủ khối lượng-năng lượng để sản ra hạt nặng hơn, và sự bảo toàn năng lượng và động lượng tuyến tính cấm sự tạo chỉ 1 photon. Khi một electron và một positron va chạm để hủy diệt và tạo ra các tia gamma, năng lượng được sinh ra. Cả hai hạt có năng lượng nghỉ là 0.511 mega electronvolt (MeV). Khi khối lượng của 2 hạt được chuyển đổi toàn bộ thành năng lượng, phần năng lượng sinh ra này chính là năng lượng nghỉ. Năng lượng được sinh ra ở dạng tia gamma nói trên.  Mỗi tia gamma có năng lượng 0.511 MeV. Vì positron và electron đều cùng ở trạng thái nghỉ trong quá trình hủy cặp, nên hệ thống không có động lượng trong thời điểm đó. Đây chính là lý do cho sự hình thành của 2 tia gamma. Sự bảo toàn moment động lượng sẽ không được tôn trọng nếu chỉ có 1 photon được tạo ra trong phản ứng này. Moment động lượng và năng lượng đều được bảo toàn với 1.022 MeV của tia gamma (giải thích cho năng lượng nghỉ của các hạt) chuyển dịch ở hướng đối diện (giải thích do tổng động lượng bằng 0 của hệ).
Nếu một hoặc cả hai hạt mang một lượng động năng lớn hơn, nhiều hạt khác có thể được sinh ra.

### Sự hủy cặp proton-phản proton
Khi một proton gặp phản hạt của nó (và thông thường hơn, nếu bất kỳ loại baryon nào gặp bất kỳ loại phản baryon nào), phản ứng sẽ không đơn giản như sự hủy cặp electron-positron. Không giống electron, proton là một hạt hỗn hợp bao gồm 3 "quark hóa trị" và một số lượng trung gian "biển quark" giới hạn bởi gluons. Do vậy, khi một proton gặp một phản proton, một trong các quark hóa trị thành phần có thể hủy diệt với một phản quark, trong khi số quark và phản quark còn lại sẽ sắp xếp lại để tạo ra meson (nhiều nhất là pion và kaon). Các meson mới không bền, và sẽ bị phân hủy trong một loạt phản ứng và cuối cùng sẽ chỉ sinh ra tia gamma, electron, positron và neutrino. Loại phản ứng này sẽ xảy ra giữa bất kỳ baryon (loại hạt có 3 quark) và bất kỳ phản baryon nào (có chứa 3 phản quark). Phản proton có thể hủy với neutron, và tương tự proton có thể hủy với phản neutron, như thảo luận bên dưới.
Đây là những đặc điểm của phản ứng tạo meson. Proton chứa 2 quark lên và 1 quark xuống, trong khi phản proton chứa 2 phản quark lên và 1 phản quark xuống. Tương tự, neutron chứa 1 quark lên và 2 quark xuống, trong khi phản neutron chứa 1 phản quark lên và 2 phản quark xuống. Lực hạt nhân mạnh cung cấp sự hấp dẫn mạnh giữa quark và phản quark,do vậy khi một proton tiếp xúc với một phản proton trong khoảng mà lực hạt nhân phát huy (dưới 1 fermi), các quark có xu hướng hủy cặp với phản quark, tạo nên 3 pion. Năng lượng giải phóng của phản ứng là trọng yếu, vì khối lượng nghỉ của 3 pion nhỏ hơn nhiều so với khối lượng của một proton và một phản proton. Năng lượng có thể giải phóng trực tiếp bởi sự hủy trực tiếp giữa quark và phản quark. Năng lượng dư có thể chuyển thành động năng của 3 pion giải phóng, bị phóng xạ thành tia gamma, hoặc dùng trong sự tái tạo cặp quark-phản quark. Khi sự hủy cặp proton-phản proton tương đối còn lại 1 cặp khác, cặp mới này có thể được kết hợp bởi quark lên, xuống hoặc quark lạ. Các loại quark khác quá nặng để có thể tạo ra trong phản ứng này, trừ phi các phản proton tình cờ có động năng lớn hơn rất nhiều so với khối lượng nghỉ của nó, và di chuyển gần bằng vận tốc ánh sáng. Các quark và phản quark mới bắt cặp nhau trở thành meson, sinh ra thêm pion và kaon. Phản ứng hủy cặp proton-phản proton sinh ra 9 meson đã được quan sát, trong khi phản ứng tạo ra 13 meson trong lý thuyết có thể xảy ra. Meson được tạo ra ra khỏi vùng hủy diệt với vận tốc gần bằng vận tốc ánh sáng, rồi bị phân hủy tùy vào thời gian sống của mỗi loại meson được phóng ra.
Phản ứng tương tự sẽ xảy ra khi một phản nucleon hủy với một hạt nhân nguyên tử phức tạp hơn, bảo toàn các meson, trở nên tương tác mạnh, có xác suất khá cao là bị hấp thụ bởi một trong các nucleon ngoại hơn là giải thoát. Vì năng lượng hấp thụ có thể xấp xỉ 2 GeV, năng lượng liên kết có thể vượt quá mức nguyên lý, ngay cả với các nucleon nặng nhất. Do vậy, khi một phản proton hủy trong một hạt nhân nặng như uranium hay plutonium, Sự phá vỡ một phần hay toàn hạt nhân có thể xảy ra, giải phóng một lượng lớn neutron nhanh. Do phản ứng có thể mở một khả năng gây nên một lượng đáng kể phản ứng phân hạch thứ cấp trong khối lượng giới hạn phụ, và có tiềm năng hữu ích cho việc phóng tàu vũ trụ.